# Литвин Микола Вікторович
Микола Вікторович Литвин (нар. 27 листопада 1963, с. Чистогалівка, Чорнобильський район, Київська область, УРСР) — радянський та український футболіст, захисник, по завершенні кар'єри — український футбольний тренер.

## Кар'єра гравця
Народився в селі Чистогалівка (Чорнобильський район) Київської області. Футболом розпочав займатися в рідному селі, виступав за однойменну команду в чемпіонаті Чорнобильського району. Потім виступав на обласному рівні. Виступав за юнацьку збірну Київської області, куди його запросив Віктор Дмитрович Удалов. Саме він порекомендував Литвина до Республіканської спортивної школи-інтернату, де юний гравець тренувався під керівництвом Володимира Олексійовича Горбача та Володимира Григоровича Киянченка. Викликався до юнацьких збірних СРСР, проте в поєдинку проти норвезьких однолітків зазнав важкої травми, через що змушений був пропустити юнацький чемпіонат Європи.
У професіональному футболі дебютував у 17-річному віці, 1981 року, у футболці «Десни». В дебютному для себе сезоні серед професіоналів зіграв 6 матчів та відзначився 1 голом у Другій лізі. Наступного року перейшов до «Таврії», яка напередодні вибула в Першу союзну лігу. В команді виступав під керівництвом Анатолія Конькова. У кримському клубі виступав два роки, провів 24 матчі в Першій лізі та 3 поєдинки в першості дублерів. Сезон 1984 року розпочав в аматорському клубі «Папірник» (Єжва), проте того ж року повернувся в Україну, де відіграв півтора сезони в друголіговому житомирському «Спартаку». Виступав під керівництвом Валерія Андрійовича Стародубова та Юхима Григоровича Школьникова. У 1986 році повертається до Чернігова, де підсилює місцеву «Десну». У команді відіграв 4 сезони, за цей час зіграв 169 матчів у Другій союзній лізі, відзначився 26-а голами. Потім приєднався до «Буковини», у футболці якої зіграв у передостанньому розіграші Другої та останньому розіграші Першої ліг.  
У 1992 році перейшов до «Ниви». Дебютував у Вищій лізі 21 березня 1992 року в програному (0:4) виїзному поєдинку 4-о туру підгрупи 1 проти запорізького «Торпедо». Литвин вийшов на поле у стартовому складі та відіграв увесь матч, а на 79-й хвилині не зміг реалізувати пенальті у ворота «торпедівців». «Реабілітувався» Микола вже 27 березня, коли на 5-й хвилині переможного (3:0) домашнього поєдинку 5-о туру підгрупи 1 Вищої ліги «Нива» обіграла львівські «Карпати». Литвин вийшов на поле в стартовому складі та відіграв увесь матч. У «вишці» провів 9 матчів, відзначився 1 голом. По ходу сезону підсилив першоліговий «Хімік». У футболці житомирян зіграв 29 матчів та відзначився 2-а голами, ще 1 поєдинок зіграв у кубку України. Паралельно з виступами в «Поліссі» грав за аматорські колективи: у сезоні 1992/93 років — за чернігівський «Текстильник», а в першій половині сезону 1993/94 років — за «Коростень».
Під час зимової паузи сезону 1993/94 років перебрався до сусідньої Білорусі, де став гравцем «Ведрича» (Річиця). У білоруській «вишці» зіграв 15 матчів, відзначився 1 голом. Під час зимової перерви сезону 1994/95 років повернувся до України, де відіграв півтора сезони в друголіговій «Росі». Футбольну кар'єру завершив у 1996 році.

## Кар'єра тренера
По завершенні кар'єри гравця, після нетривалої паузи, розпочав тренерську діяльність. З 2003 по 2004 рік працював головним тренером національної жіночої збірної України. У 2013 році очолював аматорський клуб «Арсенал» (Володарка). З 2014 року працював на різних адміністративних та тренерських посадах у клубі «Арсенал-Київщина».

## Особисте життя
Має трьох братів: Євгена, Василя та Валентина. Усі вони в молодості займалися футболом, виступали в районних та обласних футбольних змаганнях, проте жоден з них не грав у «командах майстрів».

## Досягнення
- Чемпіонат України серед жінок
  -  Чемпіон (1): 2002
  -  Срібний призер (2): 1997, 2003

- Кубок України серед жінок
  -  Володар (1): 2002
  -  Фіналіст (1): 2003